# Майя Коморовська
Майя Яніна Коморовська-Тишкевич (пол. Maria Janina (Maja) Komorowska-Tyszkiewicz нар. 23 грудня 1937) — польська кіноакторка. Починаючи з 1970 року, з'явилась у 35 стрічках.
Народилась Майя у сім'ї графа Леона Коморовського з Курмен (гербу Корчака) та Ірени Ляйтґебер. Майя Коморовська є сестрою актора Пйотра Коморовського та кузиною Броніслава Коморовського, колишнього президента Польщі. 

## Вибіркова фільмографія
- Сімейне життя (Życie rodzinne, 1971)
- Весілля (Wesele, 1972)
- Квартальний баланс (Bilans kwartalny, 1975)
- Будапештські історії (Budapesti mesék, 1976)
- Спіраль (Spirala, 1978)
- Панянки з Вілька (Panny z Wilka, 1979)
- Рік спокійного сонця (Rok spokojnego słońca, 1984)
- Декалог I (Dekalog I, 1988)
- Стан власності (Stan posiadania, 1989)
- Лава (Lawa, 1989)
- Галоп (Cwał, 1996)
- Катинь (Katyń, 2007)

## Відзнаки та нагороди
- Золотий Хрест заслуги (1975)
- Великий хрест Ордена Відродження Польщі (за видатний внесок у національну культуру, за здобутки в мистецькій творчості та навчальній діяльності, 2011; Орден Заслуг перед Республікою Польща, 2004; Лицарський хрест, 2000)
- Срібна медаль за заслуги у національній обороні (2002)
- Золота медаль за заслуги в культурі «Gloria Artis» — нагорода міністра культури та національної спадщини в театрі (2008)